# قلعة بريست (فلم)
قلعة بريست (الروسية: Брестская крепость)، هو فيلم سينمائي حربي روسي-بيلاروسي، أُنتج سنة 2010.
يتحدث الفيلم عن دخول الجيش الألماني في بداية الحرب عام 1941م، واحتلال أحد الأراضي الروسية وقيام الألمان بقتل المدنيين حسب تعبير الفيلم، فيقوم الجيش السوفيتي الدفاع عن بلده ضد المهاجمين الألمان، وقيام الفتى الروسي وعمره 15 عاماً ليقاوم القوة الألمانية المدمرة.

## موسيقى
خلفية الموسيقى الحزينة من عمل يوري كيسافين في مقدمة الفيلم (الروسية: Юрий Красавин).

## وصلات خارجية
- الموقع الرسمي
- قلعة بريست على موقع IMDb (الإنجليزية)
- قلعة بريست على موقع روتن توميتوز (الإنجليزية)
- قلعة بريست على موقع ألو سيني (الفرنسية)
- قلعة بريست على موقع أول موفي (الإنجليزية)
- قلعة بريست على موقع فيلمافينيتي (الإسبانية)
- قلعة بريست على موقع قاعدة بيانات الأفلام السويدية (السويدية)
- قلعة بريست على موقع قاعدة بيانات الفيلم (الإنجليزية)
- قلعة بريست على موقع ليتربوكسد (الإنجليزية)
- قلعة بريست على موقع كينوبويسك (الروسية)